# 神宮寺 (加須市)
神宮寺（じんぐうじ）は、埼玉県加須市にある真言宗智山派の寺院。

## 歴史
創建年代は不明である。ただ「嘉暦」（1326年 - 1329年）の元号が刻まれた青石塔婆が出土していることから、その頃までには既に存在していたものと推測される。隣の八幡社の旧別当寺であり、山号寺号は八幡社に由来している。同市の金剛院の末寺である。
当地は源頼政の家臣が帰農したという伝説がある。油井ケ島の鎮守が八幡社であるのも、それが由来という。また先述の青石塔婆には「源氏女比丘尼妙賢（源氏出身の尼妙賢）」と刻まれており、それを裏付けている。

## 文化財
- 神宮寺の青石塔婆（加須市指定有形文化財 昭和31年9月24日指定）[2]

## 交通アクセス
- 加須ICより車10分。